# ويلهلم بيترسن
ويلهلم بيترسن (بالألمانية: Wilhelm Petersen)‏ هو ملحن ألماني، ولد في 15 مارس 1890 في أثينا في اليونان، وتوفي في 18 ديسمبر 1957 في دارمشتات في ألمانيا.

## وصلات خارجية
- ويلهلم بيترسن على موقع ميوزك برينز (الإنجليزية)
- ويلهلم بيترسن على موقع ديسكوغز (الإنجليزية)